# Gesel
Een gesel is een zweepachtig instrument dat meerdere staarten telt en dus doorgaans voor een zware lijfstraf geschikt is. 

## Terminologie en typen

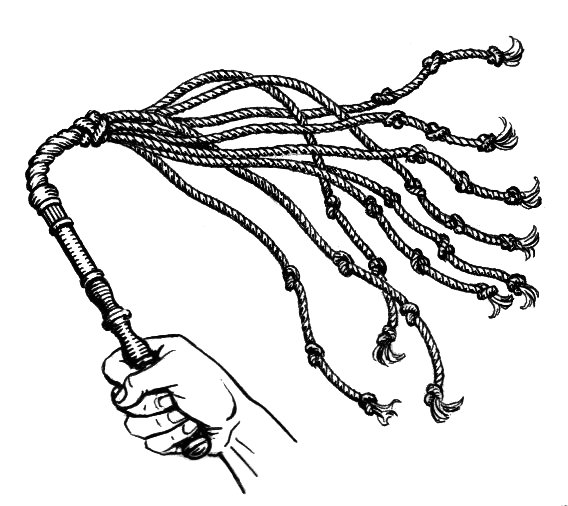
Geselkat

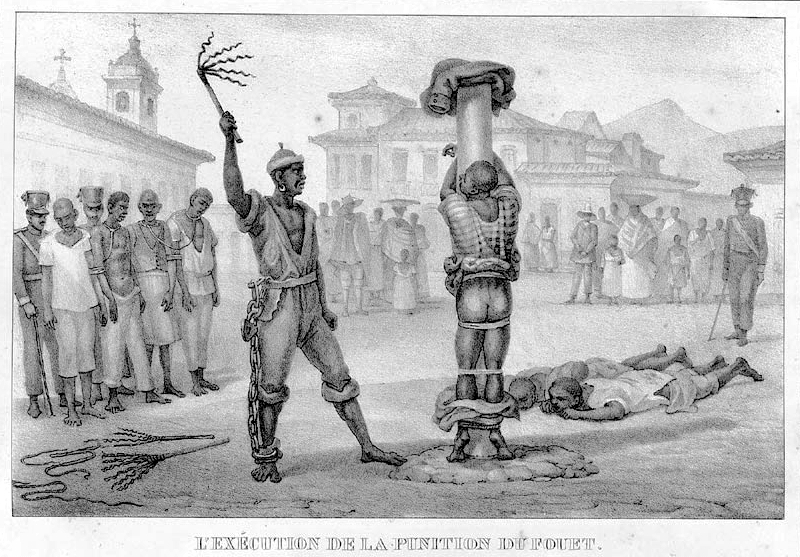
Een Braziliaanse slaaf voelt de geselkat

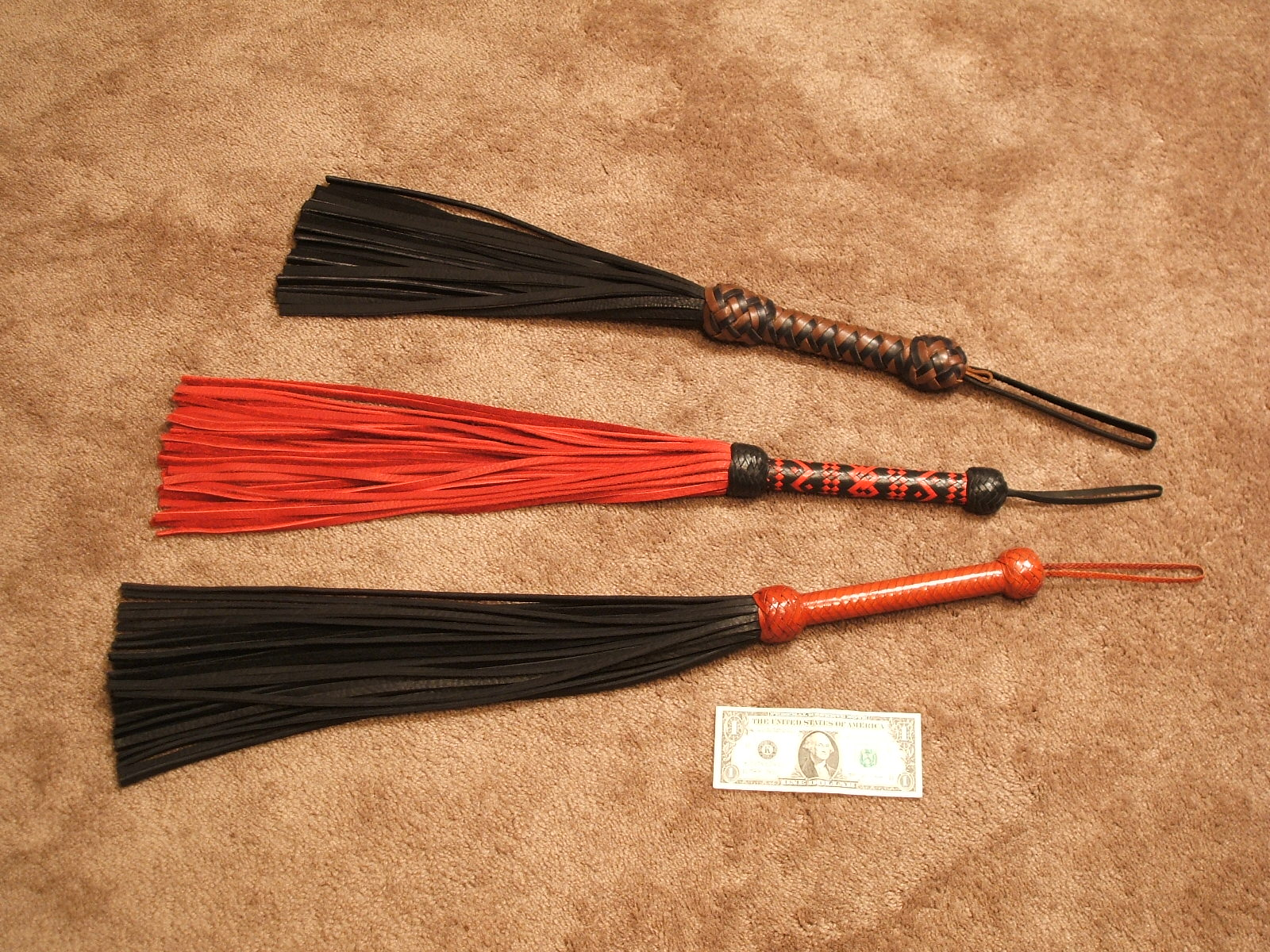
Flogger

Geselkat duidt specifiek op een kat met negen staarten uit leder of koord, zoals in de scheepvaart en strafkolonies werd gebruikt op de blote huid, of op enig vergelijkbaar model met meer of minder of onbepaald aantal staarten, eventueel in andere materialen, zoals de martinet of de moderne bdsm-floggers, die geen strafwerktuigen, maar seksspeeltjes zijn.

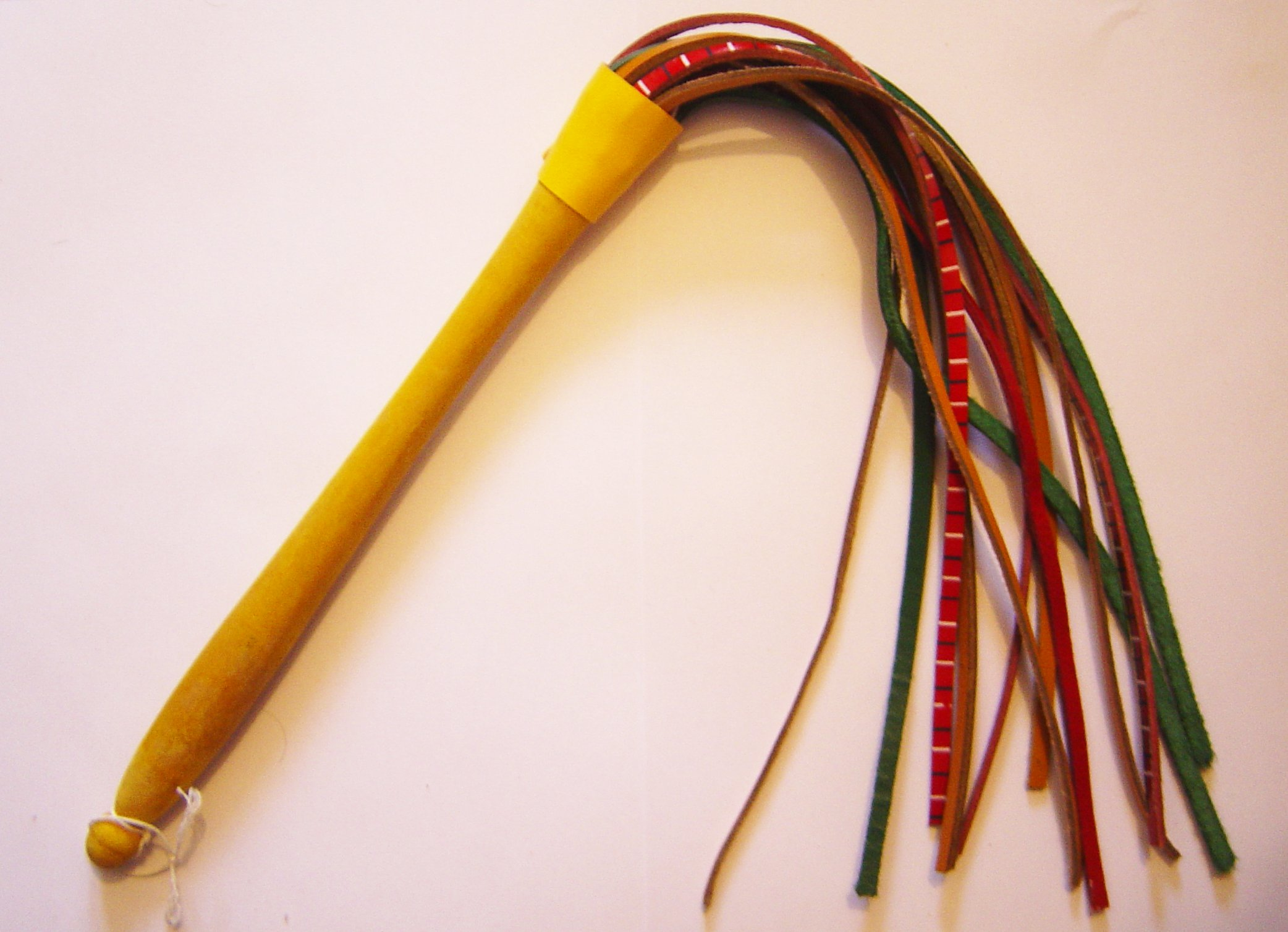
Martinet

Diverse varianten hebben knopen (in touwen) of scherpe elementen, zoals loden bolletjes bij de Romeinse plumbata, die zich haast als klauwen extra diep in het vlees boren, of zelfs weerhaken om het open te rijten. De Russische knoet werd gebruikt voor de zwaarste, soms dodelijke geselingen in de tsarentijd.
Bij uitbreiding wordt gesel op zowat alle strafwerktuigen toegepast. Geselroede slaat aldus op een tuchtroede met meerdere takken, wat qua effect enigszins vergelijkbaar is met de geselkat.

## Geschiedenis
Het geselen als lijfstraf is al heel oud. Bekend is de geseling van Jezus in het Nieuwe Testament.
In de middeleeuwen was het geselen populair als een vorm van zelfkastijding, zowel privé als in het openbaar (bijvoorbeeld bij boetprocessies. Zie ook: Flagellanten).

## Overdrachtelijk
Als metonymie duidt gesel op iets wat behoorlijk veel 'pijnlijke' schade toebrengt, zoals een epidemie aan de volksgezondheid, of op een persoon die zulks bewust doet, zoals plunderaars, onderdrukkers of veroveraars. Gesel Gods stelt zo'n gesel voor als een straf door de hand Gods voor de zondigheid van het getroffen volk (Vikingen, Attila de Hun...). Dezelfde beeldspraak blijft gangbaar met diverse specifieke benamingen  voor zware druk, 'de grote middelen'; vergelijk ook 'de karwats' e.d.

## Biologie
In de biologie is een gesel, of flagel, een zweepachtig organel van een bacterie of van een zaadcel. 